# Aleksander Osipowicz

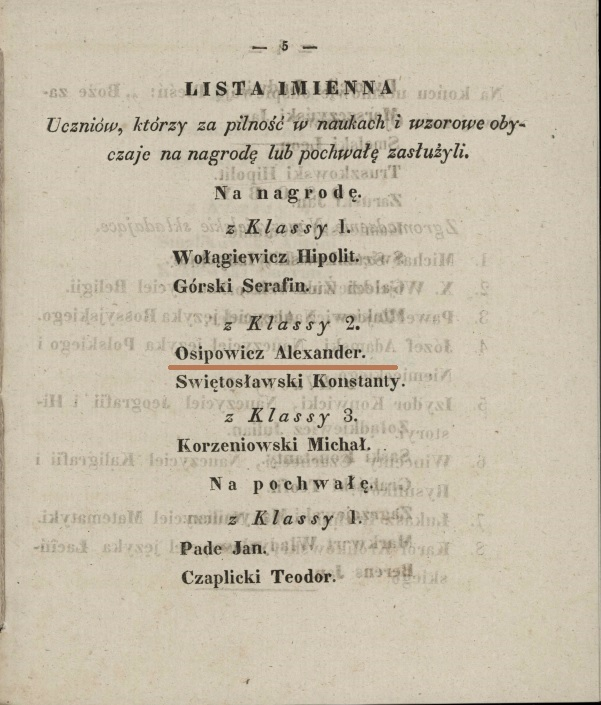
Lista uczniów nagrodzonych za pilną naukę i wzorowe zachowanie w roku szkolnym 1836-37. Źródło: Na akt uroczysty szkoły obwodowej w Suwałkach mający się odbyć w dniu 29. Lipca roku 1837 w sali szkolnej..., Suwałki 1837

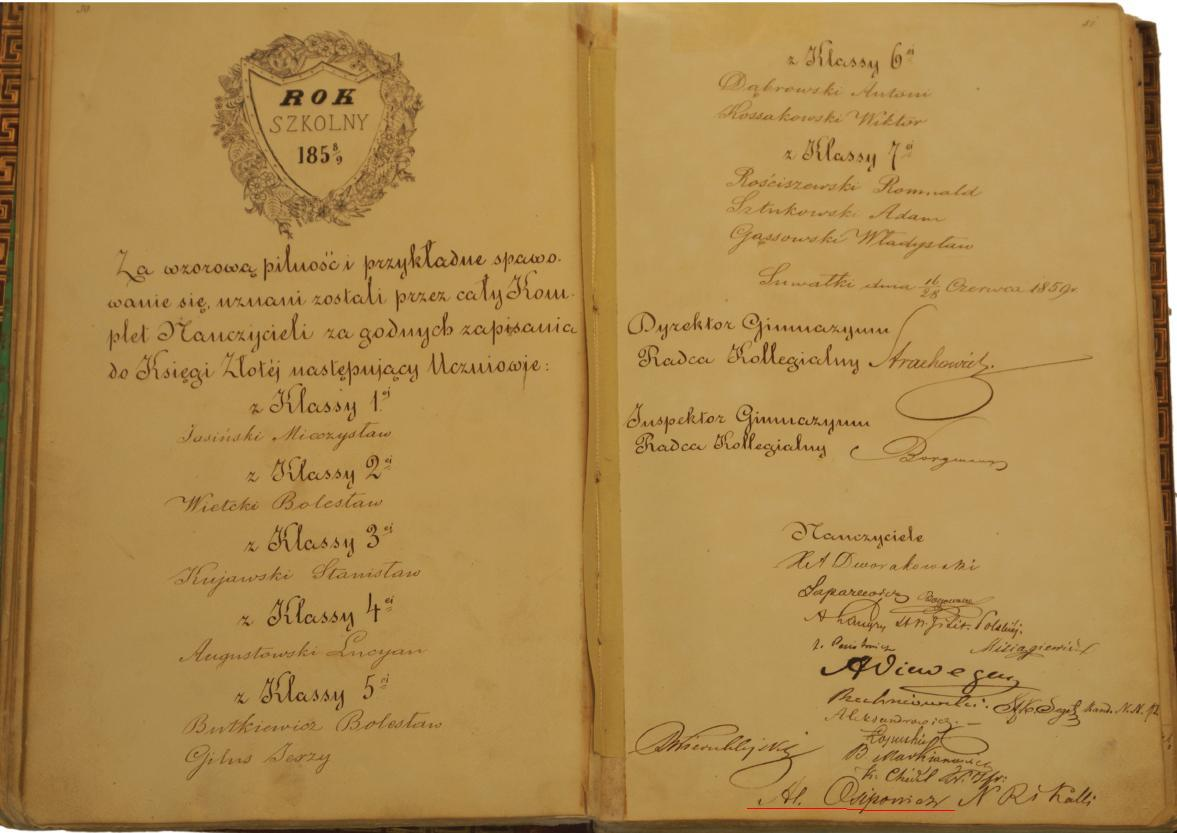
Księga Złota Gymnazyum Sejneńskiego. Na dole strony podpis Aleksandra Osipowicza. Źródło: I Liceum Ogólnokształcące im. Marii Konopnickiej w Suwałkach w latach 1944-2016, red. A. Kozłowska i A. Matusiewicz, Suwałki 2016

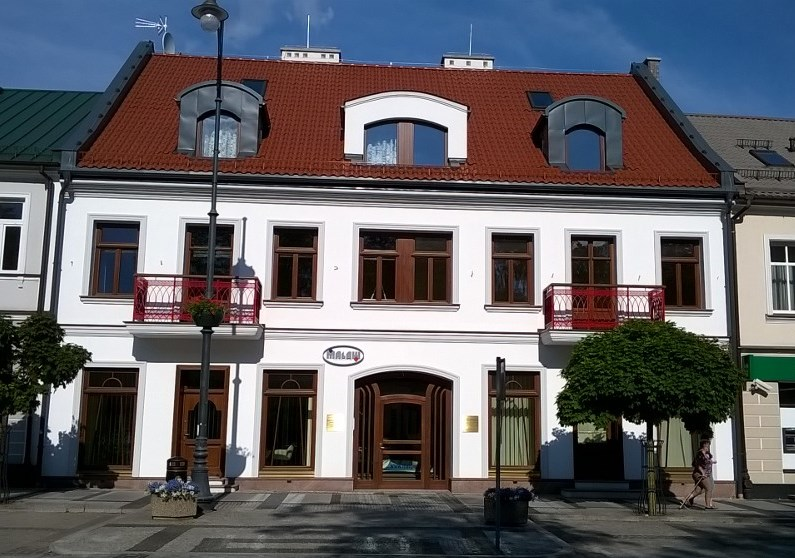
Dom przy ul. Kościuszki 66, stan obecny. Tu zamieszkała rodzina Osipowiczów po osiedleniu się w Suwałkach

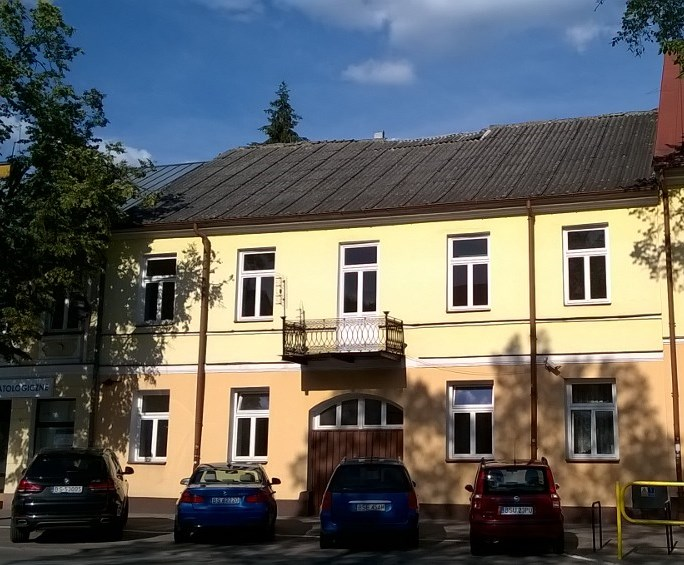
Dom przy ul. Kościuszki 38, do którego przeniósł się Aleksander Osipowicz po wyprowadzce z domu rodzinnego mieszczącego się przy ul. Kościuszki nr 66

Aleksander Osipowicz, właśc. Kazimierz Aleksander Józef Osipowicz (ur. ok. 1822/23 w Suwałkach, zm. 1 stycznia 1893 w Suwałkach) – krajoznawca, etnograf, nauczyciel, „kronikarz” Suwalszczyzny.

## Życiorys

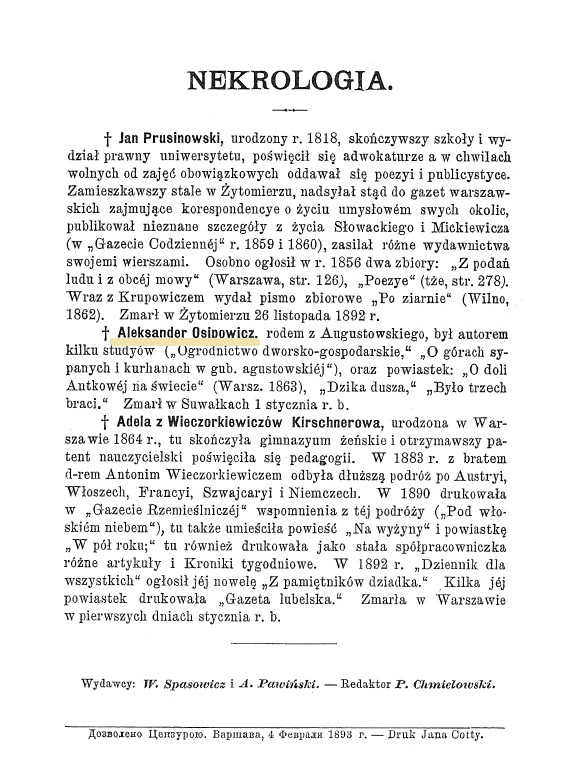
Nekrolog Aleksandra Osipowicza. Źródło: "Ateneum" 1893, t. 1, s. 416

Ród Osipowiczów związany był z Suwalszczyzną od XVIII w. Andrzej - pradziad Aleksandra, osiedlił się w Zuśnie (wieś w okolicach Filipowa), zaś dziad Wincenty przeniósł się do Suwałk, gdzie w okresie Księstwa Warszawskiego pełnił funkcję burmistrza. Ojciec - Tadeusz był urzędnikiem Komisji Wojewódzkiej.
Osipowicze pierwotnie posiadali w Suwałkach dom i działkę przy Starym Rynku (obecnie ul. T. Kościuszki 66) oraz łąkę i ogród za Hańczą. Tak jak większość mieszkańców zajmowali się uprawą roli. Z powodu długów Wincentego połowa domu została oddana w wieloletnią dzierżawę. Dopiero zabiegi Tadeusza poprawiły sytuację materialną rodziny. Spłacono zobowiązania Wincentego, uporządkowano dom i wzniesiono nowe budynki na posiadanej działce.
Prawdopodobnie ok. roku 1822 lub 1823 Tadeuszowi i jego żonie - Annie z Wojtkiewiczów, urodził się syn – Kazimierz Aleksander Józef. Po śmierci Tadeusza (między rokiem 1830 a 1832) opiekę nad nieletnim Aleksandrem przejęła matka i kuzyn – Jan Słuchocki.
W 1836 r. chłopiec rozpoczyna naukę w Szkole Obwodowej w Suwałkach (którą kończy w 1839 r.) później w tutejszym gimnazjum a wreszcie podejmuje studia w Petersburgu (prawdopodobnie na wydziale prawa). Koszty kształcenia syna (szczególnie w pierwszym okresie) pokrywa Anna z majątku pozostałego po mężu. Pomocą służą również ojczym – Karol Brodnicki, podleśny w Bartnej Górze oraz Bonawentura Wojtkiewicz – wuj pracujący jako urzędnik Rządu Gubernialnego.
W 1844 r. młody Osipowicz debiutuje na łamach „Niezabudki” wydawanej w Petersburgu przez Jana Barszczewskiego. Opublikowane wiersze - Dumania o życiu człowieka, Dumka nie spotkały się, jak pisze Iwona Dawidowicz, z zainteresowaniem i uznaniem. Fakt ten zapewne zaważył na decyzji o rezygnacji z poetyckich prób twórczych.
Po ukończeniu studiów Osipowicz powrócił do Suwałk, gdzie wkrótce (9 lipca 1849 r.) ożenił się z Małgorzatą Borzysławską. Zajął się też nauczaniem rysunku i kartografii w pensji żeńskiej, w której guwernantką była jego żona. Zezwolenie na nauczanie tych przedmiotów otrzymał 8 marca 1849 r. Po rozwiązaniu pensji objął posadę nauczyciela wspomnianych przedmiotów w suwalskim gimnazjum, gdzie pracował dwa i pół roku. W roku szkolnym 1859/60 prowadził niższą szkołę męską (na jej prowadzenie otrzymał w lipcu 1859 r. zezwolenie Warszawskiego Okręgu Naukowego). Następnie pracował jako nauczyciel rysunku i kartografii w sześcioklasowej Rządowej Wyższej Szkole Żeńskiej. Szkołę zlikwidowano w 1861 r.

W tym czasie rodzina Aleksandra i Małgorzaty wynajmowała piętro domu Mateusza Butkiewicza przy ul. Stary Rynek 226 (obecnie ulica ks. Kazimierza Hamerszmita a wcześniej Karola Brzostowskiego).
Działalność pedagogiczną Osipowicz łączył z urzędniczą pracując m.in. jako pisarz, adiunkt prawny w Sekcji Skarbowej Augustowskiego Rządu Gubernialnego, młodszy rachmistrz w Wydziale Administracyjnym, pomocnik naczelnika Kancelarii Gubernatora Cywilnego, tłumacz Rządu Gubernialnego.
W połowie 1869 r. przeniósł się do Warszawy, gdzie zamieszkał przy ul. Świętojerskiej 1776 a. Pracował w Warszawskim Rządzie Gubernialnym. W 1879 r. powrócił do Suwałk, pełnił różne funkcje w rządzie gubernialnym (m.in. tłumacz, sekretarz). W 1883 otrzymał rangę radcy dworu. W 1886 r. przeszedł na emeryturę. Zmarł 1 stycznia 1893 r. po długiej i ciężkiej chorobie. Pochowany został na suwalskim cmentarzu.

## Działalność
Zainteresowania pozazawodowe Aleksandra Osipowicza skupiały się na historii i teraźniejszości ziemi rodzinnej. Szczególnie pasjonowały go etnografia i język regionu, historia i archeologia. Współpracował z Oskarem Kolbergiem. Efektem zainteresowań i prowadzonych badań językoznawczych i ludoznawczych były prace wydawane na łamach ówczesnych czasopism. Swoje teksty publikował m.in. w: Gazecie Polskiej, Gazecie Rolniczej, Bibliotece Rolniczej, Tygodniku Ilustrowanym, Opiekunie Domowym.
Jego działalność etnograficzna nie został w pełni doceniona. Ganiono go za bardziej literacki niż naukowy charakter publikacji. W Studiach i materiałach do dziejów Suwalszczyzny Andrzej Wędzki stwierdza, iż wartość artykułów Osipowicza polega głównie na zarejestrowaniu informacji o obiektach dziś już nieistniejących.
Najważniejszą i najobszerniejszą, jak się wydaje, pracą Osipowicza był Słowniczek gwary Augustowskiej, który niestety nie doczekał się wydania drukiem. Praca prawdopodobnie obejmowała trzy tomy, z których pierwszy liczył nie mniej niż 388 (stron?, kart?), tom drugi miał ich co najmniej 420, trzeci zaś przynajmniej 363.
Ze Słowniczka korzystał Jan Karłowicz opracowując Słownik gwar polskich. We wstępie do I tomu tegoż Słownika czytamy: należy się tu odemnie [J. Karłowicza] serdeczne podziękowanie osobom, które raczyły mi dostarczyć większych lub mniejszych przyczynków słownikowych, oraz ustnych i listownych objaśnień. Niech więc będzie złożona za to cześć świętej pamięci Andrzeja Cinciały,(…) Aleksandra Osipowicza(…).
Tadeusz Budrewicz odnotowuje, iż Osipowicz bardziej niż etnografem (…) był społecznikiem. W „Gazecie Polskiej” zdawał relacje z życia społecznego i kulturalnego Suwałk, oceniał występy i zapraszał na nie różne objazdowe instytucje kulturalne (np. teatr Ratajewicza), informował o mało znanych, lokalnych artystach, podsumowywał stan czytelnictwa prasy w Suwałkach i w Łomży i jak mógł propagował rozwój oświaty na wsi.
W jednym z listów do Kraszewskiego Osipowicz wyznał: Z potrzeby pisania pisałem, a w chęciach jak najlepszych, tym gorzej dla mnie jeżeli nie tak jak należy. Rękopisy prac autora Wycieczek w okolice Suwałk zostały przekazane czasopismu „Wisła”.

## Wybrane publikacje
- Było trzech braci, dwóch rozumnych a jeden głupi[12]
- Dzika róża
- O doli Antkowej na świecie
- Pan Herbacjusz
- Wycieczki w okolice Suwałk : gawędy, obrazki i podania, oprac. T. Budrewicz, A. Matusiewicz, Suwałki 1994.